# Wilfred van Soldt
Wilfred Hugo van Soldt (Den Haag, 12 september 1947 - Leiden, 15 mei 2021) was een Nederlandse assyrioloog. Hij was hoogleraar aan de Universiteit Leiden. 
Van Soldt was de zoon van Bartholomeus van Soldt en Anna Maria Elisabeth Overmeijer. Hij doorliep eind zestiger jaren van de twintigste eeuw de HTS, en ging in 1971 naar de Universiteit van Amsterdam om Hebreeuws en Assyrisch te studeren. Hij promoveerde in 1986 cum laude op de grammatica van het Akkadisch in Ugarit.
Hij doceerde in onder meer Heidelberg en Leipzig en volgde in 2003 in Leiden hoogleraar Klaas Veenhof op. Hij onderzocht onder andere het Oud-Babylonische schrift, Ugarit, de Midden-Babylonische samenleving, de geschiedenis van de astronomie en de Akkadische, Kassietische en Hurritische talen.
Van Soldt publiceerde in vele tijdschriften, waaronder in 1989 in Nature met Teije de Jong over de datering van de eerste beschreven zonsverduistering.
In 2005 werd hij uitgenodigd voor een onderzoek in Iraaks-Koerdistan. In 2010 en 2011 werd onder zijn leiding door een internationale groep archeologen onderzoek gedaan aan de tell Satu Qala.
Hij was betrokken bij de oprichting van de International Association for Assyriology. Hij was van 2003 tot 2005 de eerste voorzitter, en bleef tot 2016 secretaris. Hij was bestuurslid van het Nederlands Instituut voor het Nabije Oosten en het Nederlands Instituut in Turkije van 2007 tot 2014.
Van Soldt ging in 2012 met emeritaat maar bleef nog vijf jaar onbezoldigd doorwerken.

## Familie
- Zijn vrouw was de sumerologe Dina Katz. Hun zoon Benjamin van Soldt is ontwikkelingsbioloog.

- Bibliothèque nationale de France: cb12219325b (data)
- Gemeinsame Normdatei: 112265499
- International Standard Name Identifier: 0000 0001 1759 0017
- Library of Congress Control Number: nr91028314
- NARCIS: PRS1244933
- Nationale Bibliotheek van Israël: 987007268096905171
- Nederlandse Thesaurus van Auteursnamen: 072533595
- Système universitaire de documentation: 030862787
- Virtual International Authority File: 39427823
- WorldCat: E39PBJqQtjp3j7JkrM3YQVXTpP